# Diadegma lugubre
Diadegma lugubre là một loài tò vò trong họ Ichneumonidae.